# Валвазоне Арцене
Валвазо̀не А̀рцене (на италиански: Valvasone Arzene; на фриулски: Voleson Darzin, Волезон Дарцин) е община в Северна Италия, провинция Порденоне, регион Фриули-Венеция Джулия. Административен център на общината е село Валвазоне (Valvasone), което е разположено на 59 m надморска височина. Населението на общината е 3392 души (към 2018 г.).
Общината е създадена в 1 януари 2015 г. Тя се състои от предшествуващите общини Арцене и Валвазоне.